# Loreta Graužinienė
Loreta Graužinienė-Šniokaitė (ur. 10 stycznia 1963 w Rakiszkach) – litewska ekonomistka, posłanka na Sejm Republiki Litewskiej, od 2013 do 2016 jego przewodnicząca, w latach 2013–2015 przewodnicząca Partii Pracy.

## Życiorys
Dzieciństwo spędziła w Rakiszkach, młodość w Landwarowie i Żyżmorach, gdzie ukończyła szkołę średnią (1981). Pracowała jako buchalter w kołchozie "Žiburis" w rejonie wiłkomierskim oraz w technikum rolnym w Wiłkomierzu. W latach 1986–1992 była ekonomistką w zakładach komunalnych w mieście.
W 1992 została absolwentką Wydziału Ekonomii Litewskiej Akademii Rolniczej ze specjalnością w księgowości. Pięć lat później zdała egzamin na audytora w litewskim instytucie zajmującym się rachunkowością i audytem. W 1996 założyła własną firmę w branży księgowej. Od 1994 do 2004 pracowała także jako nauczycielka w wyższej szkole rolnej w Wiłkomierzu.
Wstąpiła do Partii Pracy, stanęła na czele jej komisji finansów i podatków, została też przewodniczącą DP w okręgu Wiłkomierz. W 2004 z jej listy wybrano ją do Sejmu, do 2006 była przewodniczącą frakcji parlamentarnej Partii Pracy. W 2007 uzyskała mandat w Radzie Miejskiej Wiłkomierza. W wyborach parlamentarnych w 2008 po raz drugi dostała się do Sejmu.
W marcu 2009 zgłosiła i zarejestrowała swą kandydaturę na urząd prezydenta Republiki Litewskiej w wyborach przewidzianych na 17 maja 2009. Z wynikiem 3,57% w pierwszej turze zajęła przedostatnie miejsce wśród siedmiu kandydatów. W 2012 uzyskała natomiast poselską reelekcję na kolejną kadencję. 3 października 2013 zastąpiła Vydasa Gedvilasa na stanowisku marszałka Sejmu.
W tym samym roku została przewodniczącą Partii Pracy, podała się jednak do dymisji po słabym wyniku ugrupowania w wyborach samorządowych w 2015. W październiku 2016, po wyborczej porażce laburzystów, opuściła Partię Pracy. Funkcję przewodniczącej Sejmu pełniła do końca kadencji, tj. do 14 listopada 2016. Po odejściu z Sejmu powróciła do prowadzenia firmy zajmującej się księgowością.